# Isla Fera
La isla Fera es una de la cadena de islas que forman la bahía de Buala, en la provincia de Isabel, Islas Salomón. Las otras islas son Juakau, Tasia, Karuo y Sulei.
El aeropuerto de Fera está en la isla de Fera.